# Kimbra
Kimbra Lee Johnson (n. 27 martie 1990), cunoscută sub numele de scenă Kimbra, este o cântăreață neo-zeelandeză. Și-a lansat albumul de debut la data de 29 august 2011, Vows, care s-a clasat între primele cinci în clasamentele din Noua Zeelandă și Australia. Albumul a fost lansat și în SUA pe 22 mai 2012, debutând în clasamentele Billboard pe locul al paisprezecelea. Kimbra a cântat alături de Gotye în melodia Somebody That I Used to Know, care a primit mai multe discuri de platină.